# Kunz von Würzburg
Kunz von Würzburg († nach 1371) war der erste erwähnte Landvogt der Niederlausitz.

## Leben
Seine Herkunft ist unbekannt. Möglicherweise bezog sich der ursprüngliche Name nicht auf die fränkische Stadt Würzburg.
Ob er mit einem Conrad Wirtz, der 1350 in Spremberg erwähnt wurde, identisch ist, ist unbekannt.
1359 wurde Kunz von Würzburg in einer Urkunde Markgraf Friedrichs III. von Meißen über die Beilegung von Rechtsstreitigkeiten zwischen den Städten Guben, Frankfurt und Crossen als Landvogt der Niederlausitz genannt. Allerdings war die Urkunde bereits im 19. Jahrhundert nicht mehr auffindbar. Kunz soll eine Burg in Calau gebaut und einige Küchendörfer in den Besitz des Landvogtes gebracht haben.
1371 stellte König Karl IV. auf Antrag Friedrichs III. ein Privileg über die Rechte von Kunz von Würzburg aus.
Weitere Informationen sind über ihn nicht bekannt.
Ob er mit einem Conrad von Würzburg in Coburg 1364 identisch ist, ist fraglich.